# Oxid de holmiu (III)
Oxidul de holmiu (III) este un compus anorganic cu formula chimică Ho2O3, fiind oxidul elementului holmiu. Împreună cu oxidul de disprosiu (III) (Dy2O3), Ho2O3 este printre cele mai paramagnetice substanțe cunoscute. 